# 도버 애슬레틱 FC
도버 애슬레틱 풋볼 클럽(Dover Athletic Football Club)은 잉글랜드 켄트주 도버를 연고로 하는 프로 축구 구단이다. 현재 콘퍼런스 프리미어에 소속되어 있으며, 2013-2014 시즌 콘퍼런스 사우스에서 플레이오프를 통해 승격한 팀이다.

## 선수 명단

### 현역
참고: FIFA 자격 규정에 따라 소속된 국가대표팀 국기를 표시합니다. 선수는 복수의 FIFA 비회원국 국적을 가지고 있을 수 있습니다.
| 번호 | 포지션 | 국적 | 이름 |
| ---- | ------ | ---- | ---- |

| 번호 | 포지션 | 국적     | 이름                 |
| ---- | ------ | -------- | -------------------- |
| 14   | FW     | 포르투갈 | 루벤 소아레스 주니어 |